# Raymond Mouly
Raymond Mouly (* 1925 oder 1926 in Bezons, Île-de-France; † vor dem 4. April 2016) war ein französischer Musikwissenschaftler, Jazzautor und -journalist, der sich auch als Musikproduzent betätigte.
Mouly war lange Jahre Chefredakteur des französischen Jazz Magazine und präsentierte Jazzsendungen im französischen Fernsehen (mit Jean-Christophe Averty); außerdem war er Produzent des Albums Hum (1982) von Daniel Humair, René Urtreger und Pierre Michelot. Mouly schrieb zahlreiche Liner Notes (von französischen LP-Produktionen von Art Blakey, dem Modern Jazz Quartet und Barney Wilen) und unter anderem ein Buch über Sidney Bechet (Notre ami Sidney, erschienen in Paris bei Table Ronde, 1959).